# 侧带鹦嘴鱼
侧带鹦嘴鱼（学名：Scarus lepidus）为鹦嘴鱼科鹦嘴鱼属的鱼类。分布于印度洋中部诸岛至太平洋波利尼西亚、北达琉球群岛、台湾岛以及南海诸岛等，属于珊瑚礁鱼类。其主要生活于多在礁盘内。